# 中沢目貝塚
中沢目貝塚（なかざわめかいづか）は、宮城県大崎市田尻にある縄文時代の貝塚。1988年（昭和63年）10月14日、国の史跡に指定される。

## 概要
1974年（昭和49年）以来、数回の発掘調査が行われた。蕪栗沼の南側の大貫丘陵から北に突き出た標高29メートルの丘陵上に立地する縄文時代後・晩期の内陸部の淡水産貝塚である。周囲の水田地帯より26メートル高い。長根貝塚と同様に北上川やその支流の迫川によって形成された遊水地帯に臨んでいる。規模は東西270メートル、南北220メートル。貝層は小規模で、オオタニシ・イシガイ・ヌマガイなどの淡水産の貝類である。

## 出土遺物
- 土器・石器
- 装身具・土面・土偶・耳飾り、岩版・石棒などの石製品、簪・鏃・腕輪などの骨角貝製品
- 石鏃を固定したままの根挟み

## 検出遺構
- 竪穴建物跡3棟[2][3]

## 所在地
- 〒989-4301 宮城県大崎市田尻蕪栗字熊野堂

## アクセス
- 東日本旅客鉄道田尻駅から、車で20分